# Coupe de Belgique de football 2011-2012
Navigation
Édition précédente Édition suivante
La Coupe de Belgique 2011-2012 est la 57e édition de la Coupe de Belgique. La finale se déroule le 24 mars 2012 au stade Roi Baudouin à Bruxelles et voit s'imposer le K. SC Lokeren pour la première fois de son  Histoire. 
Le choix de cette date est exceptionnellement tôt dans la saison en raison de la phase finale de l'Euro 2012. Cette édition est celle du centenaire de la création de l'épreuve, lors de la saison 1911-1912.

## Calendrier
Le tirage au sort des premiers tours éliminatoires qu'entament des cercles de Promotion et de provinciales a lieu le 27 juin 2011, au siège de l'URSBSFA.
| Nom                                                   | Tirage au sort | Date aller       | Date retour      | Équipes participantes | Équipes restantes |
| ----------------------------------------------------- | -------------- | ---------------- | ---------------- | --------------------- | ----------------- |
| Cinquième tour préliminaire                           | 23 août        | 27 août          |                  | 32                    | 32 à 16           |
| Seizièmes de finale                                   | 28 août        | 21 septembre     |                  | 32 (16+16*)           | 32 à 16           |
| Huitièmes de finale                                   | 28 août        | 26 octobre       |                  | 16                    | 16 à 8            |
| Quarts de finale                                      | 28 octobre     | 21 décembre      | 18 janvier       | 8                     | 8 à 4             |
| Demi-finale                                           | 28 octobre     | 1er février      | 8 février        | 4                     | 4 à 2             |
| Finale                                                | 28 octobre     | mercredi 24 mars | mercredi 24 mars | 2                     | 2 à 1             |
| * entrée des clubs de la D1 belge ; : tenant du titre |                |                  |                  |                       |                   |

## Cinquième tour préliminaire
Ce cinquième tour comporte seize rencontres entre les qualifiés du quatrième tour. Les seize vainqueurs sont assurés d'affronter un club de première division lors des seizièmes de finale. Pour la première fois depuis la mise en œuvre de la nouvelle formule faisant commencer les équipes de l'élite en seizièmes de finale, l'URBSFA procède à un pré-tirage, le mardi 23 août 2011, permettant aux équipes disputant le cinquième tour de savoir qui elles vont rencontrer en cas de qualification.
| N° match | Équipe 1                          | Équipe 2                           | Score final | Prolongations | Tirs au but |
| -------- | --------------------------------- | ---------------------------------- | ----------- | ------------- | ----------- |
| 247      | R. CS Visé (D2)                   | KV Oostende (D2)                   | 0-0         | 0-2           |             |
| 248      | K. AS Eupen (D2)                  | R. US Genly-Quevy 89 (P1. Hainaut) | 8-0         |               |             |
| 249      | AFC Tubize (D2)                   | R. Excelsior Virton (D3)           | 2-1         |               |             |
| 250      | KMSK Deinze (D3)                  | SK Sint-Niklaas (D2)               | 2-1         |               |             |
| 251      | K. RS Waasland-Beveren (D2)       | K. FC Vigor Wuitens Hamme (D3)     | 4-2         |               |             |
| 252      | R. Antwerp FC (D2)                | FC Charleroi (P)                   | 6-0         |               |             |
| 253      | R. Mouscron-Péruwelz (D3)         | K. VK Tienen (D2)                  | 2-0         |               |             |
| 254      | K. SV Roeselare (D2)              | R. FC Tournai (D3)                 | 1-0         |               |             |
| 255      | K. Patro Eisden Maasmechelen (D3) | K. FC Dessel Sport (D3)            | 1-2         |               |             |
| 256      | K. Lommel United (D2)             | K. FC Esperanza Neerpelt (P)       | 2-0         |               |             |
| 257      | R. White Star Woluwe FC (D2)      | K. SK Ronse (D3)                   | 0-2         |               |             |
| 258      | K. RC Mechelen (D3)               | K. SV Temse (D3)                   | 3-1         |               |             |
| 259      | R. Cappellen FC (P)               | K. Rupel Boom FC (D3)              | 0-2         |               |             |
| 260      | R. Géants Athois (D3)             | Sporting West Harelbeke (P)        | 2-0         |               |             |
| 261      | R. Sp. du Pays de Charleroi (D2)  | KV Turnhout (D3)                   | 1-2         |               |             |
| 262      | Hoogstraten VV (D3)               | K. Standaard Wetteren (D2)         | 3-2         |               |             |

## Seizièmes de finale
La seule surprise de ce tour est l'élimination d'Oud-Heverlee Louvain des œuvres du cercle de Division 3 de Rupel Boom (1-2). Les trois buts de cette partie ont été inscrits sur penalty. Dans les autres rencontres, la logique du classement est respectée, malgré les difficultés rencontrées par certaines équipes comme le FC Bruges, qui se qualifie de justesse 2-3 sur le terrain du KFC Dessel Sport après avoir été mené 2-0 et que leur gardien Colin Coosemans ait arrêté un penalty.
| N° match | Date       | Équipe 1                    | Équipe 2                    | Score final | Prolongations | Tirs au but |
| -------- | ---------- | --------------------------- | --------------------------- | ----------- | ------------- | ----------- |
| S1       | 21/09/2011 | K. SC Lokeren Oost-Vl. (D1) | K. AS Eupen (D2)            | 3-0         |               |             |
| S2       | 21/09/2011 | KV Oostende (D2)            | YR KV Mechelen (D1)         | 0-3         |               |             |
| S3       | 21/09/2011 | K. AA Gent (D1)             | K. SV Roeselare (D2)        | 4-0         |               |             |
| S4       | 21/09/2011 | K. St-Truidense VV (D1)     | K. RS Waasland-Beveren (D2) | 3-0         |               |             |
| S5       | 20/09/2011 | KV Kortrijk (D1)            | R. Antwerp FC (D2)          | 1-1         | 1-1           | 6-5         |
| S6       | 21/09/2011 | Oud-Heverlee Louvain (D1)   | K. Rupel Boom FC (D3)       | 1-2         |               |             |
| S7       | 21/09/2011 | K. FC Dessel Sport (D3)     | Club Brugge KV (D1)         | 2-3         |               |             |
| S8       | 21/09/2011 | K. Lierse SK (D1)           | KV Turnhout (D3)            | 1-0         |               |             |
| S9       | 21/09/2011 | Standard de Liège T (D1)    | Hoogstraten VV (D3)         | 8-2         |               |             |
| S10      | 20/09/2011 | AFC Tubize (D2)             | R. AEC Mons (D1)            | 0-3         |               |             |
| S11      | 21/09/2011 | K. VC Westerlo (D1)         | R. Géants Athois (D3)       | 1-0         |               |             |
| S12      | 21/09/2011 | Cercle Brugge K. SV (D1)    | K. RC Mechelen (D3)         | 1-0         |               |             |
| S13      | 21/09/2011 | K. Beerschot AC (D1)        | R. Mouscron-Péruwelz (D3)   | 1-1         | 1-1           | 5-4         |
| S14      | 21/09/2011 | KMSK Deinze (D3)            | K. RC Genk (D1)             | 2-6         |               |             |
| S15      | 21/09/2011 | SV Zulte Waregem (D1)       | K. SK Ronse (D3)            | 6-0         |               |             |
| S16      | 21/09/2011 | K. Lommel United (D2)       | R. SC Anderlecht (D1)       | 0-4         |               |             |

N.B.: 
1. 1 2 3  Malgré un tirage au sort inverse, ces clubs ont trouvé un accord afin que le match se déroule à domicile pour le club de D1

## Huitièmes de finale
Lors du pré-tirage des seizièmes de finale, le mardi 23 août 2011, la Fédération belge effectue également unpré-tirage des huitièmes de finale. Ceux-ci sont programmés le 26 octobre 2011. Ce tour est joué en une seule manche, disputée sur le terrain de la première équipe tirée.
Le match phare de ce tour est sans conteste la rencontre opposant La Gantoise au Club Brugeois, deux équipes habituées aux premières places de la Division 1 ces dernières saisons. L'affiche tient toutes ses promesses. Si les « Buffalos » prennent l'avantage après 14 minutes, les « Blauw en Zwart » reviennent dans la partie et s'adjugent une avance de deux buts au repos (1-3). Les Gantois renversent le cours du match et prennent l'avance à 4-3, jusqu'à une égalisation brugeoise dans les derniers instants des arrêts de jeu. Plus aucun but n'est marqué durant les prolongations et le match se joue aux tirs au but. Les joueurs de La Gantoise se montrent les plus efficaces et décrochent leur qualification.
Tenant du titre, le Standard de Liège s'impose à Zulte-Waregem (1-2) au terme d'une partie agréable mais d'un assez faible niveau. La grosse surprise de ces huitièmes de finale est le succès (1-2) conquis par Rupel Boom, à ce moment neuvième en Division 3B, sur le terrain du Sporting Anderlecht. Une autre surprise est l'élimination du KRC Genk, battu à domicile par le Lierse SK (0-2).
La répartition géographique des 16 clubs est la suivante :
- Bruxelles : 1
- Région flamande : 13, soit Anvers (5), Flandre-Occidentale (4), Flandre-Orientale (2), Limbourg (2).
- Région wallonne : 2, soit Hainaut (1) et Liège (1).

| N° match | Date       | Équipe 1                    | Équipe 2                  | Score final | Prolongations | Tirs au but |
| -------- | ---------- | --------------------------- | ------------------------- | ----------- | ------------- | ----------- |
| H1       | 26/10/2011 | KV Kortrijk (D1)            | K. Sint-Truidense VV (D1) | 2-1         |               |             |
| H2       | 26/10/2011 | K. RC Genk (D1)             | K. Lierse K (D1)          | 0-2         |               |             |
| H3       | 26/10/2011 | Cercle Brugge K. SV (D1)    | K. Beerschot AC (D1)      | 0-1         |               |             |
| H4       | 26/10/2011 | SV Zulte Waregem (D1)       | Standard de Liège T (D1)  | 1-2         |               |             |
| H5       | 26/10/2011 | R. AEC Mons (D1)            | YR KV Mechelen (D1)       | 1-0         |               |             |
| H6       | 26/10/2011 | K. SC Lokeren Oost-Vl. (D1) | K. VC Westerlo (D1)       | 3-1         |               |             |
| H7       | 26/10/2011 | R. SC Anderlecht (D1)       | K. Rupel Boom FC (D3)     | 1-2         |               |             |
| H8       | 26/10/2011 | K. AA Gent (D1)             | Club Brugge KV (D1)       | 4-4         | 4-2           |             |

## Quarts de finale
Le tirage au sort des quarts de finale a lieu le 28 octobre 2011, au siège de l'URBSFA. Le même jour, il est procédé au pré-tirage des demi-finales. Les rencontres se jouent aux dates prévues, à savoir les 20 et 21 décembre pour les matches aller, puis le 18 janvier pour les parties retour.
Une double surprise attend les observateurs. La Gantoise et surtout le Standard, tenant du trophée, se font surprendre alors que ces deux formations ont réalisé un score favorable lors de la manche aller.
La Gantoise est tenue en échec à domicile par Lokeren, qui mène par deux fois. Les locaux égalisent en fin de match, mais alors qu'ils se ruent vers l'avant, ils sont contrés par un 3e but adverse. Une nouvelle égalisation ne change rien, les Waaslandiens se qualient grâce au plus grand nombre de buts marqués en déplacement.
Le Standard de Liège s'impose (1-2) au Lierse mais au match retour, les liégeois se font surprendre par les lierrois, qui arrachent la prolongation dans les arrêts de jeu. La prolongation est catastrophique pour le Standard, qui s'incline finalement 2-4 et quitte la compétition.
Le Beerschot, battu 2-0 au match aller, refait son retard sur Courtrai, mais un but de Dalibor Veselinović ruine les espoirs des anversois.
Enfin, malgré une farouche résistance du « petit poucet » Rupel Boom, pensionnaire de Division 3, la logique est respectée et Mons se qualifie pour les demi-finales, pour la première fois de son Histoire.
La répartition géographique des 8 clubs est la suivante :
- Bruxelles : 0
- Région flamande : 6, soit Anvers (3), Flandre-Occidentale (1), Flandre-Orientale (2).
- Région wallonne : 2, soit Hainaut (1) et Liège (1).

| Équipe                      | Aller | Total | Retour | Équipe                   |
| --------------------------- | ----- | ----- | ------ | ------------------------ |
| K. Lierse SK (D1)           | 1-2   | 5-4   | 4-2    | Standard de Liège T (D1) |
| K. SC Lokeren Oost-Vl. (D1) | 1-1   | 4-4   | 3-3    | K. AA Gent (D1)          |
| KV Kortrijk (D1)            | 2-0   | 3-2   | 1-2    | K. Beerschot AC (D1)     |
| R. AEC Mons (D1)            | 3-1   | 5-3   | 2-2    | K. Rupel Boom FC (D3)    |

## Demi-finales
Le tirage au sort de ces demi-finale a lieu le 28 octobre 2011, soit le même jour que le tirage des quarts de finale. Les rencontres sont programmées les 1er février (aller) et 8 février (retour).
Des quatre clubs encore engagés dans la compétition, seul le Lierse a déjà remporté l'épreuve (2 fois en 1969 et 1999). En 1981, Lokeren dispute la finale mais s'incline lourdement (4-0) face au Standard de Liège. Courtrai et Mons n'ont jamais atteint la finale. Vu que ces deux clubs s'affrontent lors de ces demi-finales, il y aura donc un finaliste inédit cette saison.
| Équipe                      | Aller | Total | Retour | Équipe            |
| --------------------------- | ----- | ----- | ------ | ----------------- |
| K. SC Lokeren Oost-Vl. (D1) | 1-0   | 4-0   | 3-0    | K. Lierse SK (D1) |
| R. AEC Mons (D1)            | 1-2   | 3-4   | 2-2    | KV Kortrijk (D1)  |

## Finale
La finale de la coupe est jouée le samedi 24 mars 2012. Cette programmation, exceptionnellement tôt dans la saison, a pour raison la phase finale de l'Euro 2012, auquel les Diables Rouges ne participent finalement pas.
| Titulaires : |  |
| |  |
| Boubacar Barry Copa · Georgios Galitsios · Ibrahima Gueye · Jérémy Taravel · Laurens De Bock · Koen Persoons · Killian Overmeire · Ivan Leko 62e · Nill De Pauw 90+3e · Hamdi Harbaoui 77e 79e 87e · Benjamin De Ceulaer, 19e · |  |
| Remplaçants : |  |
| Jugoslav Lazić · Baye Djiby Fall 62e · Hassan El Mouataz 87e · Geir Ludvig Fevang 90+3e · Tshiolola Tshinyama · Benjamin Mokulu · Ayanda Patosi ·                                                                               |  |
| Entraîneur : |  |
| Peter Maes |  |

| Titulaires : |  |
| |  |
| Darren Keet · Brecht Capon · Baptiste Martin 25e · Ervin Zukanović · Mustapha Oussalah · Gertjan De Mets 60e · Nebojša Pavlović · Ernest Webnje Nfor 69e · Pablo Chavarría 13e 81e · Dalibor Veselinović · Mohamed Messoudi · |  |
| Remplaçants : |  |
| Kristof Van Hout · Ismaïlä N'Diaye · Alassane També · David Wijns · Steven Joseph-Monrose 69e · Landry Mulemo · Brecht Dejaeghere 81e ·                                                                                       |  |
| Entraîneur : |  |
| Hein Vanhaezebrouck |  |

| Titulaires : |  |
| |  |
| Boubacar Barry Copa · Georgios Galitsios · Ibrahima Gueye · Jérémy Taravel · Laurens De Bock · Koen Persoons · Killian Overmeire · Ivan Leko 62e · Nill De Pauw 90+3e · Hamdi Harbaoui 77e 79e 87e · Benjamin De Ceulaer, 19e · |  |
| Remplaçants : |  |
| Jugoslav Lazić · Baye Djiby Fall 62e · Hassan El Mouataz 87e · Geir Ludvig Fevang 90+3e · Tshiolola Tshinyama · Benjamin Mokulu · Ayanda Patosi ·                                                                               |  |
| Entraîneur : |  |
| Peter Maes |  |

| Titulaires : |  |
| |  |
| Darren Keet · Brecht Capon · Baptiste Martin 25e · Ervin Zukanović · Mustapha Oussalah · Gertjan De Mets 60e · Nebojša Pavlović · Ernest Webnje Nfor 69e · Pablo Chavarría 13e 81e · Dalibor Veselinović · Mohamed Messoudi · |  |
| Remplaçants : |  |
| Kristof Van Hout · Ismaïlä N'Diaye · Alassane També · David Wijns · Steven Joseph-Monrose 69e · Landry Mulemo · Brecht Dejaeghere 81e ·                                                                                       |  |
| Entraîneur : |  |
| Hein Vanhaezebrouck |  |